# 東三国
東三国（ひがしみくに）は、大阪府大阪市淀川区にある町名。現行行政地名は東三国一丁目から東三国六丁目。

## 地理
淀川区の北東部に位置し、三国地域に属している。南に宮原、北に十八条、西に西三国、東に東淀川区西淡路、川を挟んで北東に吹田市と接している。三丁目の一部は川の北側（吹田市側）にあり、陸上では繋がっていないが、隣接している国道の橋で行き来は可能である。

### 河川
- 神崎川

## アーベイン東三国
アーベイン東三国（アーベインひがしみくに）は、東三国2丁目に存在する都市再生機構が運営する住宅団地である。
1959年に東淀川団地（ひがしよどがわだんち）として竣工したが、老朽化により1994年からアーベイン東三国として建て替えられた。

## 世帯数と人口
2019年（令和元年）9月30日現在の世帯数と人口は以下の通りである。
| 丁目         | 世帯数     | 人口     |
| ------------ | ---------- | -------- |
| 東三国一丁目 | 1,461世帯  | 2,139人  |
| 東三国二丁目 | 2,806世帯  | 4,640人  |
| 東三国三丁目 | 2,964世帯  | 5,239人  |
| 東三国四丁目 | 1,253世帯  | 1,800人  |
| 東三国五丁目 | 1,479世帯  | 2,015人  |
| 東三国六丁目 | 2,598世帯  | 4,078人  |
| 計           | 12,561世帯 | 19,911人 |

### 人口の変遷
国勢調査による人口の推移。
| 1995年（平成7年）  | 19,628人 | [ 5 ] |  |
| 2000年（平成12年） | 21,469人 | [ 6 ] |  |
| 2005年（平成17年） | 21,305人 | [ 7 ] |  |
| 2010年（平成22年） | 21,459人 | [ 8 ] |  |
| 2015年（平成27年） | 20,229人 | [ 9 ] |  |

### 世帯数の変遷
国勢調査による世帯数の推移。
| 1995年（平成7年）  | 9,764世帯  | [ 5 ] |  |
| 2000年（平成12年） | 11,557世帯 | [ 6 ] |  |
| 2005年（平成17年） | 11,730世帯 | [ 7 ] |  |
| 2010年（平成22年） | 12,710世帯 | [ 8 ] |  |
| 2015年（平成27年） | 11,871世帯 | [ 9 ] |  |

## 学区
市立小・中学校に通う場合、学区は以下の通りとなる。なお、小学校・中学校入学時に学校選択制度を導入しており、通学区域以外に淀川区にある以下の通学区域に隣接する校区にある小学校・中学校から選択することも可能。
| 丁目         | 番   | 小学校                 | 中学校               |
| ------------ | ---- | ---------------------- | -------------------- |
| 東三国一丁目 | 全域 | 大阪市立北中島小学校   | 大阪市立宮原中学校   |
| 東三国二丁目 | 全域 | 大阪市立新東三国小学校 | 大阪市立東三国中学校 |
| 東三国三丁目 | 全域 | 大阪市立新東三国小学校 | 大阪市立東三国中学校 |
| 東三国四丁目 | 全域 | 大阪市立北中島小学校   | 大阪市立宮原中学校   |
| 東三国五丁目 | 全域 | 大阪市立東三国小学校   | 大阪市立東三国中学校 |
| 東三国六丁目 | 全域 | 大阪市立東三国小学校   | 大阪市立東三国中学校 |

## 事業所
2016年（平成28年）現在の経済センサス調査による事業所数と従業員数は以下の通りである。
| 丁目         | 事業所数  | 従業員数 |
| ------------ | --------- | -------- |
| 東三国一丁目 | 179事業所 | 1,021人  |
| 東三国二丁目 | 169事業所 | 1,857人  |
| 東三国三丁目 | 43事業所  | 762人    |
| 東三国四丁目 | 174事業所 | 1,514人  |
| 東三国五丁目 | 165事業所 | 1,403人  |
| 東三国六丁目 | 137事業所 | 972人    |
| 計           | 867事業所 | 7,529人  |

## 交通

### 鉄道
- 大阪市高速電気軌道
  - 御堂筋線 東三国駅

### 道路
- 国道423号（新御堂筋）
- 大阪府道134号熊野大阪線

## 施設
- 大阪市立東三国中学校
- 大阪市立東三国小学校
- 大阪市立新東三国小学校
- 淀川東三国郵便局
- 淀川東三国二郵便局
- 蒲田神社
- 北おおさか信用金庫 東淀川支店
- ダイエー 東三国店
- 森田化学工業 神崎川事業所
- グラート 関西支社
- コーナン東三国店
- 常光寺
- 東三国東公園
- 東三国西公園
- 新東三国地域多目的広場

## その他

### 日本郵便
- 〒532-0002[3]（集配局：淀川郵便局[13]）